# Villanueva, Nicaragua
Villanueva är en kommun (municipio) i Nicaragua med 30 461 invånare. Den ligger i den västra delen av landet i departementet Chinandega. Villanueva har en stor kyrka som kallas för Katedralen i norr, trots att den inte är en katedral.

## Geografi
Villanueva ligger på slättlandet mellan vulkankedjan Cordillera Los Maribios och det Nicaraguanska höglandet. Kommunen gränsar till kommunerna Somotillo i väster, San Francisco del Norte och San Juan de Limay i norr, Achuapa och El Sauce i öster samt till Larreynaga, Telica och Chinandega i söder.

## Historia
Villanueva grundades 1684 som en pueblo med namnet Santa María de Navia. Den upphöjdes strax efteråt till rangen av villa, varvid den kallades Villa de Navia eller Villa Nueva de Navia, vilket sedan förkortats till Villanueva.

## Näringsliv
Det var tidigare ett viktigt gruvområde, men den näringen har nu upphört. Villnueva är nu framförallt en jordbruksbygd. De främsta grödorna som odlas är majs, vete och sesamfrön.

## Religion
Villanueva har en stor fin kyrka. Officiellt heter den Iglesia Inmaculada Concepción de María, men den kallas också för Katedralen i Norr (La Catedral del Norte), trots att den inte är en katedral. Kyrkan kollapsade 1999, men man lyckades rädda de flesta inventarierna. Kommunen har tolv kyrkogårdar. Dessa ligger i Villanueva, Cañanlipe, Israel, Bonete, Las Pilas, La Consulta, El Obraje, San Ramón, El Becerro, La Concepción, La Pimienta och Calderón.